# Cravon Gillespie
Cravon Gillespie (Pasadena, 31 luglio 1996) è un velocista statunitense.

## Biografia
Ha rappresentato gli Stati Uniti ai Giochi panamericani di Lima 2019, vincendo il bronzo nella staffetta 4×100 metri, con Jarret Eaton, Bryce Robinson e Mike Rodgers, dietro a Brasile e Trinidad e Tobago.
Si è laureato campione iridato ai mondiali di Doha 2019 nella staffetta 4×100 metri, con Christian Coleman, Justin Gatlin, Mike Rodgers e Noah Lyles, correndo solo in batteria.

## Palmarès
| Anno | Manifestazione      | Sede  | Evento      | Risultato | Prestazione | Note  |
| ---- | ------------------- | ----- | ----------- | --------- | ----------- | ----- |
| 2019 | Giochi panamericani | Lima  | 100 m piani | 6º        | 10"38       |       |
| 2019 | Giochi panamericani | Lima  | 4×100 m     | Bronzo    | 38"79       |       |
| 2019 | Mondiali            | Doha  | 4×100 m     | Oro       | 38"03       | [ 1 ] |
| 2021 | Giochi olimpici     | Tokyo | 4×100 m     | Batteria  | 38"10       |       |